# Epidendrum guagra-urcuense
Epidendrum guagra-urcuense är en orkidéart som beskrevs av Eric Hágsater och Dodson. Epidendrum guagra-urcuense ingår i släktet Epidendrum och familjen orkidéer.
Artens utbredningsområde är Ecuador. Inga underarter finns listade i Catalogue of Life.